# Insurgencia en Laos
La insurgencia en Laos es un conflicto interno, aunque algo esporádico actualmente, entre el Ejército Popular de Laos y los miembros del llamado Ejército Secreto o rebeldes de la etnia hmong que ha sido objeto de represalias gubernamentales gracias al apoyo de esta etnia para a las campañas de los EE. UU. durante la guerra civil de Laos contra las fuerzas comunistas. El conflicto empezó tras la victoria del Pathet Lao y Vietnam del Norte en 1975 sobre las fuerzas monárquicas y sus aliados estadounidenses, tailandesas y survietnamitas.
La insurgencia realista a inicios de los años 1980 estaba muy debilitada por lo que se convirtió en una fuerza de carácter menor. Por otra parte las guerrillas de tipo derechistas perdieron gran parte de su financiamiento en los noventa con la caída del Bloque soviético por lo que han tendido a cesar sus operaciones. La única que aún mantiene su importancia y cierta actividad es la del pueblo hmong.

## Insurgencia hmong
En 1946 tras el fin de la ocupación japonesa, el príncipe Souphanouvong y sus medio hermanos Phetsarath Rattanavongsa y Souvanna Phouma formaron dos gobiernos separados tras derrocar al rey Sisavang Vong quién pretendía dejar el país bajo la tutela francesa. El pueblo hmong había colaborado por más de medio siglo con los franceses, reconociéndoles los mismos derechos que a los laosianos. Touby Lyfoung, un importante líder de la etnia hmong fue condecorado por el gobierno francés para dirigir una tropa combinada francesa, laosiana, y hmong para aliviar el pueblo de Xieng Khoung de un ataque de rebeldes laosianos y vietnamitas, salvando al representante francés del pueblo.
Cuando los franceses se retiraron de Laos, poco después de su derrota en la batalla de Dien Bien Phu, los norteamericanos, profundamente influenciados en esos años por la teoría del dominó se insertaron cada vez más como sus reemplazantes en secretos. Bajo el liderazgo del general Vang Pao, las fuerzas de etnia hmong mantuvieron al Pathet Lao y sus aliados vietnamitas a raya, rescataron a los pilotos norteamericanos derribados, y ayudaron a los EE. UU., desde su base en la "Ciudad Secreta" de Long Tieng para coordinar misiones de bombardeo sobre Vietnam. 
Durante la guerra, el pueblo hmong sufrió la falta de alimentos. Estados Unidos distribuyó ayuda alimentaria, pero generalmente se reservó a las familias con miembros que servían en el ejército o en la administración proamericana, lo que obligó a muchas personas a colaborar. Los investigadores Jean Michaud y Christian Culas explican que "esta forma de colaboración indirecta afectó prácticamente a todas las familias, más allá de su deseo, a veces feroz, de no entrar en el conflicto entre los partisanos comunistas y los defensores de la antigua realeza laosiana apoyados por los estadounidenses. En las "zonas liberadas" del Norte, las autoridades comunistas también veían con malos ojos el pacifismo de algunos. No participar en el conflicto era siempre sospechoso de simpatizar con el enemigo".
En 1975, con la derrota en Vietnam del Sur, los Estados Unidos se habían retirado en gran medida y el Pathet Lao tomó el control del gobierno. Las personas de etnia hmong, especialmente aquellos que habían participado en el conflicto militar fueron seleccionados para la retribución. Así comenzó un éxodo masivo de más de 300.000 refugiados hmong, principalmente a EE. UU. o a los campos en Tailandia.
De los hmong que se quedaron, unos 30.000 fueron enviados como prisioneros políticos a campos de reeducación por largos períodos, a veces de por vida, ante la dureza de las condiciones de vida en esos campos una décima parte falleció. Unos 60 mil de miembros de la etnia, en su mayoría exsoldados y sus familias huyeron a las zonas remotas de las montañas. En particular Phou Bia las montañas más altas e inaccesibles del país. Al principio, estos grupos poco organizados realizaron ataques contra Pathet Lao y las tropas vietnamitas. Otros permanecieron en la clandestinidad para evitar el conflicto. Sus éxitos iniciales llevaron a operaciones de castigo por las fuerzas del gobierno comunista laosiano. Incluyendo bombardeos aéreos y de artillería pesada, así como el uso de defoliantes y armas químicas.
Actualmente la mayoría de la etnia vive en paz en el medio rural. Muchos de ellos descendientes de los excombatientes, que huyeron por temor a represalias del gobierno. En fechas tan recientes como 2003 se han informado de ataques de los rebeldes, aunque periodistas que han llegado a sus campamentos los describen como gente hambrienta, enferma y con armas anticuadas. Aunque no representan una amenaza militar real el gobierno laosiano que llama a estos grupos "bandidos" sigue atacando sus posiciones, utilizando la violación como un arma y, a menudo matando e hiriendo a mujeres y niños. La mayoría de las bajas se producen cuando la gente recolecta alimentos en la selva ya que no pueden hacer asentamientos permanentes.
Frente a las continuas operaciones militares contra ellos por el gobierno y la escasez de alimentos, algunos grupos han comenzado a salir de su escondite, mientras que otros han buscado asilo en Tailandia y otros países. En diciembre de 2009 un grupo de 4.500 refugiados fueron repatriados a la fuerza a Laos desde los campamentos en Tailandia a pesar de las objeciones de, entre otros, las Naciones Unidas y los EE. UU.
Algunos hmong huyeron a California en los Estados Unidos después de los militares ese país se retiraron de Vietnam y Laos, poniendo fin a sus guerras en Indochina. En junio de 2007 como parte de la "Operación Águila de Bronce" del FBI y funcionarios de lucha contra el terrorismo supuestamente descubierto una "conspiración para asesinar a miles y miles de personas al mismo tiempo" y violentamente derrocar al gobierno de Laos. El presunto complot incluía a exmiembros del ejército estadounidense. Los conspiradores fueron acusados de intentar usar fusiles, misiles Stinger tierra-aire, cohetes antitanque y otras armas y municiones de contrabando desde los EE. UU. a través de Tailandia a "reducir los edificios del gobierno en Vientiane con "escombros, dijo Bob Twiss, un asistente de fiscal de EE. UU. Ulrich Jack Harrison, un exoficial de la Guardia Nacional de California que al parecer sirve en operaciones secretas durante la guerra de Vietnam (en Laos en co-coordinación con los hmong y otros grupos tribales) y el exgeneral Vang Pao, fueron nombrados como los cabecillas probable de la supuesta trama golpista. Vang Pao había construido según los informes de una sólida red de contactos dentro del gobierno de los EE. UU. y los círculos empresariales que simpatizan con su causa. Algunos especularon que el nuevo gobierno propuesto iba a ser mucho más tolerante de las empresas extranjeras y también puede dar lugar a una explosión del comercio de estupefacientes, tal como ha sido el caso en Afganistán.
Los abogados de los acusados consideraron falsos todos los cargos. El 18 de septiembre de 2009, el gobierno federal retiró los cargos contra Vang Pao, anunció en un comunicado que la "acción continuada en contra este acusado ya no está justificada", y que el gobierno federal se le permitió considerar "la pena probable o otras consecuencias si la persona está condenada."

## Insurgencia realista
Desde 1980 las fuerzas leales a la monarquía organizados en el LNLF inicio operaciones en el sur del país, teniendo que enfrentar las fuerzas de Laos y Vietnam. En 1982 el LNLF logró constituir brevemente el Gobierno Democrático Real de Laos (RLDG) (proclamado en exilio, en Bangkok, el 18 de agosto) en varias provincias del sur de Laos gracias al apoyo de China. País que a pesar de ser también de tener un gobierno comunista mantuvo hostiles relaciones con Laos (principalmente por su apoyo a Vietnam). Durante este tiempo, el gobierno de Laos se refirió a la camarilla gobernante de China como "el enemigo directo del pueblo laosiano" y señaló además que las relaciones pueden ser mejoradas entre este país y Tailandia, así como con los Estados Unidos, pero no dio ninguna mención de una posibilidad de que modificación de las relaciones diplomáticas con China. A pesar de que formalmente aliarse al gobierno de Camboya durante el Tercer Congreso del LPDP, se han producido incursiones de los Jemeres Rojos en su territorio (aliados de los chinos y enemigos de los vietnamitas) que daban financiamiento y entrenamiento a los rebeldes realistas durante toda la década de los ochenta, los realistas han apoyado por su parte a los jemeres en contra del gobierno títere impuesto en su país por Vietnam durante la invasión y posterior guerra civil. Durante las décadas de los 1970 y 1980 este tipo de insurgencia fue perdiendo capacidad militar y apoyo ideológico. El LNLF se dividió en una serie de bandas independientes que lanzan ataques esporádicos en las zonas remotas. EL LNLF tuvo un éxito y apoyo considerable al dominar temporalmente las provincias de Champassak y Savannaket.

## Insurgencia de derecha
Surgida en paralelo a la realista, organizada en el ULNLF que agrupa diversos grupos armados más pequeños pero con la misma ideología. La organización alegaba tener combatientes que supuestamente estaban entrenados y armados por China y Camboya que deseaban derrocar el gobierno laosiano aliado de Vietnam. Esta insurgencia, sin embargo, resultó ser menos efectiva que la realista a pesar de tener mejor entrenamiento y más armamento. Encontró su fin al ser posteriormente derrotada por el gobierno laosiano. Actualmente se encuentra inactiva.